# Ulu Naron
Ulu Naron is een bestuurslaag in het regentschap Bener Meriah van de provincie Atjeh, Indonesië. Ulu Naron telt 205 inwoners (volkstelling 2010).